# R.E.M. Live
R.E.M. Live è il primo album dal vivo del gruppo musicale statunitense R.E.M.
Il disco è stato registrato a Dublino il 26 e 27 febbraio 2005, durante l'ultima data del tour europeo della band Around the Sun Tour sotto la regia di Blue Leach.
Il cofanetto comprende 2 CD e un DVD con l'intero concerto. Nei cd è contenuto il brano I'm Gonna DJ, finora eseguita solo dal vivo e che sarà inserita nell'album successivo Accelerate.

## Tracce

### CD 1
1. I Took Your Name (dall'album Monster)
2. So Fast, So Numb (dall'album New Adventures in Hi-Fi)
3. Boy in the Well (dall'album Around the Sun)
4. Cuyahoga (dall'album Lifes Rich Pageant)
5. Everybody Hurts  (dall'album Automatic for the People)
6. Electron Blue (dall'album Around the Sun)
7. Bad Day (dall'album In Time: The Best of R.E.M. 1988-2003)
8. The Ascent of Man (dall'album Around the Sun)
9. The Great Beyond (dalla colonna sonora del film Man on the Moon)
10. Leaving New York (dall'album Around the Sun)
11. Orange Crush (dall'album Green)
12. I Wanted to Be Wrong (dall'album Around the Sun)
13. Final Straw (dall'album Around the Sun)
14. Imitation of Life (dall'album Reveal)
15. The One I Love (dall'album Document)
16. Walk Unafraid (dall'album Up)
17. Losing My Religion (dall'album Out of Time)

### CD 2
1. What's the Frequency, Kenneth? (dall'album Monster)
2. Drive  (dall'album Automatic for the People)
3. (Don't Go Back To) Rockville (dall'album Reckoning)
4. I'm Gonna DJ (inserita poi nell'album Accelerate)
5. Man on the Moon (dall'album Automatic for the People)

### DVD
Il DVD contiene le stesse canzoni dei CD nello stesso ordine.

## Formazione
- Michael Stipe - voce, armonica (traccia 7)
- Mike Mills - basso, cori, tastiere, voce (traccia 20)
- Peter Buck - chitarra

Altri musicisti
- Scott McCaughey – chitarra, tastiere, cori
- Bill Rieflin – batteria
- Ken Stringfellow – tastiere, chitarra, melodica, cori
- Daniel Ryan – chitarra (traccia 20), cori (traccia 20)

## Classifiche
| Classifica (2007)         | Posizione massima |
| ------------------------- | ----------------- |
| Austria                   | 12                |
| Belgio (Fiandre)          | 11                |
| Belgio (Vallonia)         | 22                |
| Danimarca                 | 8                 |
| Europa                    | 5                 |
| Francia                   | 55                |
| Germania                  | 8                 |
| Italia                    | 4                 |
| Norvegia                  | 25                |
| Paesi Bassi               | 16                |
| Portogallo                | 12                |
| Regno Unito               | 12                |
| Spagna                    | 24                |
| Stati Uniti               | 72                |
| Stati Uniti (alternative) | 17                |
| Stati Uniti (rock)        | 25                |
| Svezia                    | 58                |
| Svizzera                  | 16                |